# Ела Балинска
Ела Балинска е британска актриса. Известна е с участието си във филма „Новите ангели на Чарли“ от 2019 г.

## Биография
Ела Балинска е родена на 4 октомври 1996 г. в Уестминстър, Лондон, в семейството на предприемача Каз Балински и главния готвач Лорейн Паскале. Родителите ѝ се развеждат през 2000 г., след което баща ѝ се жени за модела Софи Андертън.
През 2017 г. Балинска получава главната роля на Ниела Млик във филма „Атина“ (2019). Участва във филма „Новите ангели на Чарли" от 2019 г. заедно с актрисите Кристен Стюарт и Наоми Скот.
През 2020 г. Балинска участва във филма „Бягай скъпа“
Балинска е поддръжник на организацията с нестопанска цел British Fashion Council.